# Copiopteryx gadouorum
Copiopteryx gadouorum är en fjärilsart som beskrevs av Lemaire 1971. Copiopteryx gadouorum ingår i släktet Copiopteryx och familjen påfågelsspinnare. Inga underarter finns listade i Catalogue of Life.